# Eliporto di Pozzallo
L'eliporto di Pozzallo, chiamato anche Base Offshore Giorgio La Pira, è un eliporto civile situato nel comune di Pozzallo sulla costa mediterranea della Sicilia. La struttura è gestita ed è base dalla società Elisicilia Srl.

## Storia
Costruito nel 2000 dal Consorzio ASI di Ragusa nell'area industriale prospiciente il porto di Pozzallo l'eliporto inizialmente era composto da un semplice piazzale e due edifici accessori. Il 5 ottobre del 2008 fu intitolato al politico pozzallese ed ex-sindaco di Firenze Giorgio la Pira. Nel 2012 furono costruiti due hangar per il ricovero dei mezzi accanto all'edificio dedicato al servizio antincendio.

## Caratteristiche
L'eliporto è composto da una piazzola per l'atterraggio (TLOF) di 28 × 28 m collocata al centro di un piazzale (FATO) pavimentato in calcestruzzo lungo 210 m e largo 60 m con orientamento 125/305, segnaletica diurna marcata a terra e di una manica a vento alta 5 m. L'eliporto è anche dotato di segnaletica notturna composta da luci omnidirezionali bianche e gialle incassate rispettivamente lungo i margini della FATO e della TLOF, luci radienti, faro di avvistamento (raggio 30 km), radiofaro (raggio 100 km) e indicatore di planata tricromatico per individuare un sentiero di avvicinamento ottimale. 

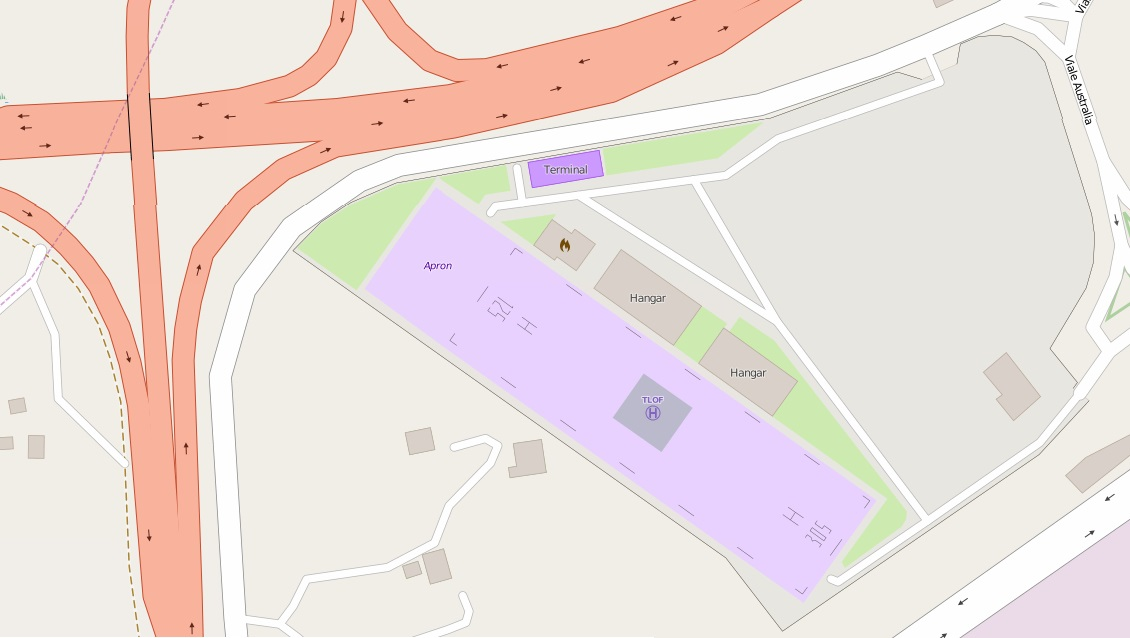
Mappa dell'eliporto.

Le attività di volo vengono effettuate secondo le regole del volo a vista (VFR) e VFR notturno. All'estremità della testata 12 insiste un piazzale di 3000 m² dedicato alla sosta dei veicoli in transito. L'aerostazione dedicata al personale ed ai passeggeri si trova sulla parte settentrionale del sedime mentre l'edificio dedicatio all'antincendio è situato a ridosso del piazzale sul lato nord-est. Il servizio antincendio dell'eliporto è stato classificato come categoria H2. La struttura è presidiata 365 giorni l'anno, 24 ore su 24.
L'eliporto viene frequentemente usato per l'elisoccorso ed i trasferimenti da e per le piattaforme petrolifere presenti nel canale di Sicilia.